# 典礼劇
典礼劇 (liturgical drama) は、中世の10世紀から14世紀にかけ、フランスを中心にキリスト教カトリック教会の典礼の中で行われた宗教的な音楽劇である。
ミサや聖務日課、特に朝課や晩課において、10世紀頃より既存の聖歌から派生したトロープスを拡大して行く中で寸劇が演じられるようになった。ラテン語が主であり、修道院の仲間内のためのものであったと思われる。特に復活祭における、空になったキリストの墓でキリストを探すマリアに天使が話しかける『だれを探しているのか』Quem quaeritis が有名で、フランス及びイギリス各地の修道院や教会の写本に残されている。やがて、旧約聖書や新約聖書の様々な部分を材料に多くの種類の典礼劇が作られ、その代表的なものにサン・ブノワ・シュル・ロワールのフルーリー（Fleury）修道院に残されている12世紀の戯曲集があげられる。これらのいくつかには部分的にフランス語も使われているところから、文字を読めない人々に聖書の内容を伝えようとして作られたのではないかとも思われる。
12世紀以降、中世都市が成立すると、舞台も教会内部からその前庭、更には街の広場で行われるようになり、役者も聖職者から一般市民になった。こうして典礼劇は典礼を離れ、近隣の村々の人々も見物する神秘劇として年中行事となり、14世紀から16世紀にかけ規模も拡大して世俗的な演劇としての性格を強める様になった。
オラトリオやオペラなどの音楽劇の源流の一つとして捉えられる。
今日知られている典礼劇は200以上あり、特に12世紀末から13世紀のはじめごろに、北フランスのボーヴェで上演された旧約聖書の予言者を題材にした「ダニエル劇」は、現在、中世音楽として演奏される機会の多いものである。